# Enjoy Incubus
Enjoy Incubus es un extended play lanzado por la banda estadounidense de metal alternativo Incubus el 7 de enero de 1997. Fue su debut con los sellos discográficos Epic/Immortal, subsidiarias de Sony Music. Contiene canciones regrabadas de su trabajo previo, Fungus Amongus, como también dos canciones no publicadas que son «Version» y «Azwethinkweiz». También es la primera aparición de DJ Lyfe quien agregó tornamesas en las canciones del Fungus Amongus y la introducción de "Chuck", el misterioso hombre del mostacho quien se convirtió en un ícono en los primeros trabajos de Incubus.
Es el único álbum de Incubus con la etiqueta "Parental Advisory", aunque la mayoría de los otros álbumes de Incubus contienen letras explícitas.

## Lista de canciones
| N.º   | Título                     | Duración |  |
| 1.    | «You Will Be a Hot Dancer» | 4:16     |  |
| 2.    | «Shaft»                    | 3:25     |  |
| 3.    | «Take Me to Your Leader»   | 4:43     |  |
| 4.    | «Version»                  | 4:17     |  |
| 5.    | «Azwethinkweiz»            | 3:48     |  |
| 6.    | «Hilikus»                  | 3:55     |  |
| 7.    | «Hidden Bonus»             | 4:09     |  |
| 28:36 |                            |          |  |

## Créditos y personal
Adaptados desde las notas internas del álbum.
Incubus
- Brandon Of The Jungle – Voces y percusión.
- Dynamike – Guitarras y funk.
- Kid Lyfe – Scratches.
- Dirk Lance – Bajo y entretenimiento adulto.
- José Antonio Pasillas II – Batería y fuego latino.

Producción
- Jim Wirt – Ingeniería, mezcla, producción, técnico de grabación.
- Eddy Schreyer – Masterización en Oasis.

Apoyo
- MSM, Mark Shoffner – Manejo.
- Tood A. Cooper, Esq. – Representación legal.
- Bill Vuylsteke – Manejo de negocio.
- Paul Pontius – Dirección de A&R.
- Ginger – Fotografía.
- Frank Harkins, Incubus – Dirección de arte.